# O Século
O Século (seklet på svenska) var en portugisisk dagstidning som publicerades i Lissabon från 1881 till 1977.
O Século publicerades första gången den 4 januari 1881. Grundare var Sebastião de Magalhães Lima, som hade studerat juridik vid Coimbras universitet. Det var en ansedd tidning och en rival till Diário de Notícias.
O Século ägdes av Sociedade Nacional de Tipografia fram till Nejlikerevolutionen 1974. Tidningen upphörde med sin publicering den 3 februari 1977.